# Jerzy Juskowiak
Jerzy Juskowiak (Polonia, 3 de mayo de 1939) fue un atleta polaco especializado en la prueba de 4 × 100 m, en la que consiguió ser subcampeón europeo en 1962.

## Carrera deportiva
En el Campeonato Europeo de Atletismo de 1962 ganó la medalla de plata en los relevos de 4x100 metros, con un tiempo de 39.5 segundos, llegando a meta tras Alemania del Oeste y por delante de Reino Unido (bronce).